# Barrio el Chamal
Barrio el Chamal är en ort i Mexiko.   Den ligger i kommunen Aquismón och delstaten San Luis Potosí, i den centrala delen av landet, 240 km norr om huvudstaden Mexico City. Barrio el Chamal ligger 551 meter över havet och antalet invånare är 128.
Terrängen runt Barrio el Chamal är bergig. Runt Barrio el Chamal är det ganska tätbefolkat, med 134 invånare per kvadratkilometer. Närmaste större samhälle är Tampate, 6,4 km nordost om Barrio el Chamal. I omgivningarna runt Barrio el Chamal växer i huvudsak städsegrön lövskog.